# Scheinslawismus
Als Scheinslawismus oder Pseudoslawismus wird eine scheinbare Entlehnung aus einer slawischen Sprache bezeichnet, die dort aber ohne Entsprechung ist. In der Regel werden solche Scheinentlehnungen nicht mit einer bestimmten Sprache des slawischen Sprachraums in Verbindung gebracht.
Beispiele für Pseudoslawismen sind „Besoffski“ als Bezeichnung für einen Betrunkenen oder Alkoholiker sowie „Püttek“ als Bezeichnung für einen untertage arbeitenden Kumpel im Ruhrgebiet. 